# Seven Lives, Many Faces
Seven Lives, Many Faces är det tyska musikprojektet Enigmas sjunde studioalbum, utgivet den 19 september 2008.

## Låtförteckning
1. "Encounters" - 3:12
2. "Seven Lives" - 4:25
3. "Touchness" - 3:35
4. "The Same Parents" - 5:19
5. "Fata Morgana" - 4:05
6. "Hell's Heaven" - 3:51
7. "La Puerta del Cielo" - 3:27
8. "Distorted Love" - 4:11
9. "Je T'aime Till My Dying Day" - 4:18
10. "Déjà Vu" - 2:56
11. "Between Generations" - 4:30
12. "The Language of Sound" - 4:20
13. "Epilogue (Instrumental)" (Japan only bonus track) - 1:59

### Bonusskiva
1. "Superficial" - 2:58
2. "We Are Nature" - 3:51
3. "Downtown Silence" - 2:11
4. "Sunrise" - 2:35
5. "The Language of Sound (Slow Edit)" - 3:57